# Декартів добуток графів

Декартів добуток графів

Декартів добуток або прямий добуток G {\displaystyle \square } H графів G і H — це граф, такий, що
- множина вершин графу G {\displaystyle \square } H — це декартів добуток V(G) × V(H)
- будь-які дві вершини (u, u') і (v, v') суміжні в G {\displaystyle \square } H тоді і тільки тоді, коли
  - або u=v і u'  суміжна v' в H
  - або u' =v'  і u суміжна v в G.

Декартів добуток можна розпізнати ефективно за лінійний час. Операція є комутативною як операція на класах ізоморфізмів графів, і строгіше, графи G {\displaystyle \square } H і H {\displaystyle \square } G природно ізоморфні, але операція не є комутативною як операція на розмічених графах. Операція є також асоціативною, оскільки графи (F {\displaystyle \square } G) {\displaystyle \square } H і F {\displaystyle \square } (G {\displaystyle \square } H) природно ізоморфні.
Позначення G × H часом використовується і для декартового добутку графів, але частіше воно використовується для іншої конструкції, відомої як тензорний добуток графів. Символ квадратика частіше використовується і є недвозначним для декартового добутку графів. Він показує візуально чотири ребра, що виходять внаслідок декартового добутку двох ребер.

## Приклади
- Декартів добуток двох ребер є циклом з чотирма вершинами: K2 {\displaystyle \square } K2=C4.
- Декартів добуток K2 і шляху є драбиною.
- Декартів добуток двох шляхів є решіткою.
- Декартів добуток n ребер є гіперкубом:

{\displaystyle (K_{2})^{\square n}=Q_{n}.}
Таким чином, декартів добуток двох графів гіперкубів є іншим гіперкубом — Qi {\displaystyle \square } Qj=Qi+j.
- Декартів добуток двох медіанних графів є іншим медіанного графом.
- Граф вершин і ребер n-кутної призми є декартовим добутком K2 {\displaystyle \square } Cn.
- Туровий граф є декартовим добутком двох повних графів.

## Властивості
Якщо зв'язний граф є декартовим добутком, його можна розкласти єдиним способом на добуток простих множників, графів, які не можна розкласти на добуток графів. Однак, Імріх і Клавжар описали незв'язний граф, який можна подати двома різними способами як декартовий добуток простих графів:
(K1 + K2 + K22) {\displaystyle \square } (K1 + K23) = (K1 + K22 + K24) {\displaystyle \square } (K1 + K2), де знак плюс означає незв'язне об'єднання, а верхній індекс означає кратний декартів добуток.
Декартів добуток є вершинно-транзитивним графом тоді і тільки тоді, коли кожен з його множників є вершинно-транзитивним.
Декартів добуток є двочастковим тоді і тільки тоді, коли кожен з його множників є двочастковим. Загальніше, хроматичне число декартового добутку задовольняє рівнянню
χ(G {\displaystyle \square } H)=max {χ(G), χ(H)}.
Гіпотеза Хедетніємі стверджує пов'язану рівність для тензорного добутку графів. Число незалежності декартових добутків непросто обчислити, але, як показав Візінг, число незалежності задовольняє нерівностям
α(G)α(H) + min{|V(G)|-α(G),|V(H)|-α(H)} ≤ α(G {\displaystyle \square } H) ≤ min{α(G) |V(H)|, α(H) |V(G)|}.
Гіпотеза Візінга стверджує, що число домінування декартового добутку задовольняє нерівності
γ(G {\displaystyle \square } H) ≥ γ(G)γ(H).

## Алгебрична теорія графів
Алгебричну теорію графів можна використовувати для аналізу декартового добутку графів. Якщо граф {\displaystyle G_{1}} має {\displaystyle n_{1}} вершин і {\displaystyle n_{1}\times n_{1}} матрицю суміжності {\displaystyle \mathbf {A} _{1}}, а граф {\displaystyle G_{2}} має {\displaystyle n_{2}} вершин і {\displaystyle n_{2}\times n_{2}} матрицю суміжності {\displaystyle \mathbf {A} _{2}}, то матриця суміжності декартового добутку двох графів задається формулою
{\displaystyle \mathbf {A} _{1\square 2}=\mathbf {A} _{1}\otimes \mathbf {E} _{n_{2}}+\mathbf {E} _{n_{1}}\otimes \mathbf {A} _{2}} ,
де {\displaystyle \otimes } означає добуток Кронекера матриць, а {\displaystyle \mathbf {E} _{n}} означає {\displaystyle n\times n} одиничну матрицю.

## Історія
За Імріхом і Клавжару декартові добутки графів визначили 1912 року Вайтгед і Расселл. Добуток графів неодноразово перевідкривали пізніше, зокрема, Герт Сабідуссі.